# Liste der Naturdenkmale in Rabenau (Sachsen)
Die Liste der Naturdenkmale in Rabenau (Sachsen) nennt die Naturdenkmale in Rabenau im sächsischen Landkreis Sächsische Schweiz-Osterzgebirge.

## Definition
„Naturdenkmäler sind rechtsverbindlich festgesetzte Einzelschöpfungen der Natur oder entsprechende Flächen bis zu fünf Hektar, deren besonderer Schutz erforderlich ist
1. aus wissenschaftlichen, naturgeschichtlichen oder landeskundlichen Gründen oder
2. wegen ihrer Seltenheit, Eigenart oder Schönheit.“

„§ 18 – Naturdenkmäler – (zu § 28 BNatSchG)
(1) Die Erklärung nach § 22 Abs. 1 BNatSchG von Teilen von Natur und Landschaft als Naturdenkmal erfolgt durch Rechtsverordnung oder Einzelanordnung.
(2) Über § 28 Abs. 1 BNatSchG hinaus können Naturdenkmäler zur Sicherung von Lebensgemeinschaften oder Lebensstätten von im Bestand gefährdeten oder streng geschützten Arten festgesetzt werden.“

## Liste
Link zu einem Kartenansichtstool, um Koordinaten zu setzen.
| Bild                          | Bezeichnung | Lage                                            | Beschreibung                                                       | Datum | Nummer  |
| ----------------------------- | --- | ----------------------------------------------- | ------------------------------------------------------------------ | ----- | ------- |
| mehr Fotos \| Fotos hochladen | Götzenbüschchen (FND) | Großoelsa (50° 56′ 55,7″ N, 13° 39′ 19,8″ O)    |                                                                    |       | WRK 006 |
| BW                            | Geologischer Aufschluss am Wachtelberg (FND)                                                                                | Obernaundorf (50° 58′ 38,5″ N, 13° 39′ 45,2″ O) |                                                                    |       | WRK 008 |
| BW                            | Oelsabach ab Rabenauer Bad (FND)                                                                                            | Rabenau (50° 57′ 27″ N, 13° 39′ 16,6″ O)        |                                                                    |       | WRK 026 |
| BW                            | Zwei Wegeböschungen (FND)                                                                                                   | Obernaundorf (50° 58′ 19,4″ N, 13° 39′ 3,5″ O)  |                                                                    |       | WRK 027 |
| BW                            | Zwei Wegeböschungen (FND)                                                                                                   | Obernaundorf (50° 58′ 17,2″ N, 13° 39′ 2,5″ O)  |                                                                    |       | WRK 027 |
| mehr Fotos \| Fotos hochladen | Pfarrlinde bei Rabenau am Weg nach Poisen östlich von Rabenau (ND)                                                          | Rabenau (50° 58′ 0,6″ N, 13° 39′ 29,8″ O)       | Am 16. April 2024 durch einen Sturm umgeworfen. - Alter: 169 Jahre |       | wrk 028 |
| BW                            | Nasswiese oberhalb Schwarzer Teich (FND)                                                                                    | Rabenau (50° 57′ 41,9″ N, 13° 39′ 47,9″ O)      |                                                                    |       | WRK 042 |
| Fotos hochladen               | Zwei Weiher mit Gehölzen an der Schanze (FND)                                                                               | Karsdorf (50° 56′ 53,5″ N, 13° 41′ 46,1″ O)     |                                                                    |       | WRK 043 |
| BW                            | Zwei Weiher mit Gehölzen an der Schanze (FND)                                                                               | Karsdorf (50° 56′ 47,9″ N, 13° 41′ 39,1″ O)     |                                                                    |       | WRK 043 |
| BW                            | Zwei Feldgehölze am Südwesthang der Schanze (FND)                                                                           | Karsdorf (50° 56′ 44,2″ N, 13° 41′ 41,7″ O)     |                                                                    |       | WRK 044 |
| BW                            | Zwei Feldgehölze am Südwesthang der Schanze (FND)                                                                           | Karsdorf (50° 56′ 45,2″ N, 13° 41′ 46,1″ O)     |                                                                    |       | WRK 044 |
| BW                            | Diebsgrundteich in der Dippoldiswalder Heide (FND)                                                                          | Karsdorf (50° 55′ 49,4″ N, 13° 40′ 33,4″ O)     |                                                                    |       | WRK 050 |
| BW                            | Nasswiese am Zscheckwitzholz (FND)                                                                                          | Karsdorf (50° 55′ 48,3″ N, 13° 42′ 23,9″ O)     |                                                                    |       | WRK 051 |
| BW                            | Geßliche (FND) | Obernaundorf (50° 57′ 52,7″ N, 13° 40′ 22″ O)   |                                                                    |       | WRK 053 |
| BW                            | Winterlinde vor der alten Schule in Lübau (ND)                                                                              | Lübau (50° 57′ 12,9″ N, 13° 37′ 6,3″ O)         |                                                                    |       | wrk 056 |
| BW                            | Zwei Hochraine am Streitberg (FND)                                                                                          | Karsdorf (50° 56′ 8,4″ N, 13° 42′ 33,4″ O)      |                                                                    |       | WRK 059 |
| BW                            | Zwei Hochraine am Streitberg (FND)                                                                                          | Karsdorf (50° 56′ 14,7″ N, 13° 42′ 31,9″ O)     |                                                                    |       | WRK 059 |
| BW                            | Hutweide an der Quohrener Kipse (FND)                                                                                       | Karsdorf (50° 56′ 10,9″ N, 13° 42′ 37,7″ O)     |                                                                    |       | WRK 064 |
| Fotos hochladen               | „Einsiedlerstein“ in der Dippoldiswalder Heide (geologisches ND)                                                            | Karsdorf (50° 55′ 48,8″ N, 13° 40′ 45,4″ O)     |                                                                    |       | WRK 090 |
| BW                            | Aufschluss in den Grundschottern „Konglomerate“ der Niederschönaer Schichten in der Dippoldiswalder Heide (geologisches ND) | Karsdorf (50° 55′ 39,2″ N, 13° 39′ 50,7″ O)     |                                                                    |       | WRK 092 |
| Fotos hochladen               | Drei Winterlinden vor dem Cotta-Platz südlich Rabenau (ND)                                                                  | Rabenau (50° 57′ 32,1″ N, 13° 38′ 34,3″ O)      |                                                                    |       | wrk 104 |

Das Nummernschema des Landkreises unterscheidet
- Einzelnaturdenkmal = Kleinbuchstaben (wrk 001 Babisnauer Pappel; …)
- Flächennaturdenkmal = Großbuchstaben (WRK 001 Kugelpechstein; …)